# Queen Elizabeth 2
Queen Elizabeth 2, ali samo QE2, je oceanska linijska ladja, ki jo zgradilo podjetje John Brown and Company za družbo Cunard Line. V uporabi je bila v obdobju 1969 do 2008, uporabljala se je tudi kot potniška križarka. QE2 je bila zastavna (flagship) ladja družbe Cunard vse do prihoda RMS Queen Mary 2. Sprva je bila ladja pogon na parne turbine s skupno močjo 110000 KM. Imela je dva šestkraka propelerja s fiksnim vpadnim kotom. Leta 1986/87 so jo modificirali v dizel-električno. 